# Mariëlle van der Snoek
Mariëlle van der Snoek (1964) is een Nederlands schrijfster en columniste. 
Van der Snoek doorliep de havo en volgde hierna de opleiding tot A-verpleegkundige. Vervolgens volgde ze de opleiding tot gespecialiseerd kinderverpleegkundige. Tussen 2005 en 2012 werkte ze in een boekhandel.
Haar boek "Maar verder gaat het goed" is autobiografisch: Van der Snoek heeft zelf een gehandicapte zoon. "Wiel" en "Loodwit" zijn fictie. In 2008 werkte zij mee aan de 'meisjesbijbel' "Jij en zij".
Ook heeft ze zich toegelegd op acrylschilderijen.